# White Blood Cells
White Blood Cells (рус. Лейкоциты) — третий студийный альбом американской рок-группы The White Stripes, выпущенный в США 3 июля 2001 года на лейбле Sympathy for the Record Industry. В Великобритании White Blood Cells был выпущен 24 сентября 2001 года на Third Man Records (собственном лейбле Джека Уайта) и XL Recordings.
Продолжая играть упрощённый гаражный рок, White Blood Cells имеет меньше влияния блюз-рока в отличие от остальных релизов группы, вместо этого демонстрируя более грубый, базовый и примитивный рок-н-ролльный звук. Лирические темы альбома, написанные Джеком Уайтом в течение четырёх лет, затрагивают темы, связанные с любовью, надеждой, предательством и паранойей. После переиздания на лейбле V2 Records в 2002 году альбом стал рекламироваться в музыкальной прессе, что принесло группе признание критиков. За группой последовало мировое турне, и пластинка достигла 61-го места в американском чарте Billboard 200, а позже была сертифицирована «Американской ассоциацией звукозаписывающей индустрии» как платиновая. Обложка альбома сатирически пародирует растущую популярность группы в мейнстриме, на которой изображён дуэт, «атакованный» фотографами.
Благодаря незамысловатому и простому звучанию и инструментовки, White Blood Cells подготовили почву для прорыва The White Stripes в мейнстрим. Это помогло определить звучание группы и её роль в возрождении гаражного рока в начале 2000-х годов. Альбом был, наряду с последующим альбомом группы Elephant (2003), включён в списки нескольких музыкальных изданий величайших альбомов 2000-х годов и всех времён вообще. В 2012 году Rolling Stone поставил альбом на 497-е место в списке «500 величайших альбомов всех времён».

## Запись и производство
Группа репетировала в течение одной недели и начала запись в студии Easley-McCain Recording в Мемфисе, штат Теннесси, в феврале 2001 года. Мег Уайт сначала не решалась начать незамедлительную запись, так как считала, что песни «совсем свежие». Альбом был записан менее чем за четыре дня, чтобы попытаться сохранить его «как можно более неорганизованным», по словам Джека. Быстрое производство пластинки было намеренным, чтобы получить «настоящее напряженное» чувство, а также захватить энергию группы. Запись была «спешной», и последний день был сохранён для микширования и мастеринга записи; это был первый альбом The White Stripes, мастеринг которого был проведён в студии. Также это был первый раз, когда группа занималась записью в студии 24-контактного разъема, и Джек Уайт не раз просил звукоинжинера Стюарта Сайкса «не делать так, чтобы это потом звучало слишком хорошо».

## Музыка и тексты песен
На данном альбоме участники попытались избавиться от блюз-рокового звучания, вместо этого «соперничая» за более простое гитарное и барабанное гаражное рок-звучание. Незадолго до выхода White Blood Cells Уайт утверждал, что «На новой пластинке нет блюза. Мы делаем перерыв в этом. Там нет слайдов, баса, гитарных соло или кавер-песен. Это только я и Мэг, гитара, барабаны и фортепиано». Дуэт намеревался порвать c блюз-клеймом, и вместо этого акцентировали внимание на инструментах, такие как фортепиано (до этого момента набор инструментов был ограничен). Влияние присутствует в самых разных жанрах, включая даже детские песни о любви («We’re Going to Be Friends»).
Тексты песен для альбома были написаны в разные моменты ранней карьеры группы, включая незарегистрированные песни для дебютного альбома дуэта The White Stripes (1999 г.) и предыдущей группы Джека Уайта Two-Star Tabernacle. Песня «Dead Leaves and the Dirty Ground», например, была включена в альбом, хотя Джек написал песню в 1999 году, и группа исполняла её вместе с песней «The Same Boy You’ve Always Known» с начала 2000 года. Это привело к предположению, что песни посвящены концу брака Джека и Мег Уайт. Некоторые материалы для White Blood Cells также были вдохновлены сайд-проектом Джека 1999 года — Jack White and the Bricks. Что касается четырёхлетнего периода написания записи, Джек Уайт сказал: «Это было круто, потому что многие вещи долгое время сидели без дела, вещи, которые я написал на фортепиано, которые просто сидели без дела, ничего не делая. И было хорошо собрать их все вместе сразу, положить их все в одну коробку и посмотреть, что произойдет». Весь материал на альбоме оригинален, что контрастирует с многочисленными каверами на первых двух работах группы. Тексты песен касаются и затрагивают темы любви, надежды, предательства и паранойи, вызванные растущим вниманием средств массовой информации, которое начал получать дуэт. Общая тема всей записи — мораль постоянного внимания, наиболее распространённая в композиции «Little Room». «Little Room» — это «проповедь», написанная в ответ на любимую песню Уайта «Grinnin’ in Your Face» исполнителя в жанре дельта-блюз Сон Хауса.
Песня «The Union Forever» содержит намёки на кинофильм «Гражданин Кейн» (1941 г.); как сообщается это любимый фильм Джека Уайта. На самом деле почти каждая строчка в песне взята из фильма. В 2003 году ходили слухи, что компания Warner Bros., владеющая правами на данный фильм, может подать в суд на группу за нарушение авторских прав, но, похоже, из этого ничего не вышло. Песня «Hotel Yorba» основан на реальном отеле в паре кварталов от дома, где жил в детстве Джек Уайт: «„Hotel Yorba“ — действительно отвратительный отель», — комментировал Джек журналу Spin в 2001 году. «Когда я был ребёнком, ходили большие слухи, что битлы там как-то оставались. Правда они никогда этого не делали, но мне нравился этот слух. Было забавно».

## Художественное оформление
На обложке White Blood Cells изображён сам дуэт, подвергающийся нападению людей в чёрных костюмах с фото- и видеокамерами. Изображение высмеивает музыкальную индустрию и рекламу, окружающую её. «Когда музыка становится бизнесом, то почему мы должны быть втянуты в него? Почему мы должны покупать сотовый телефон, вы понимаете, что я имею в виду? Многое из этого меня расстраивает. Это начинает раздражать», — сказал Джек Уайт. Название альбома намекает на растущее внимание СМИ к группе, которое будет только увеличиваться после релиза. «Название альбома, White Blood Cells — это идея о бактериях, которые нападают на нас, или просто о посторонних вещах, которые нападают на нас, или о средствах массовой информации, или о внимании к группе», — объяснил Джек Уайт в интервью 2001 года. «Нам просто кажется, что есть так много групп с того же периода времени или до того, как мы начали играть, которые играли и всё ещё играют, которые не привлекли такого внимания, которое мы получаем. Хорошо это внимание или плохо? Когда вы открываете компакт-диск, на нём изображены мы с этими камерами. Интересно, хорошо это или плохо».

## Выпуск и реакция критиков
| Совокупная оценка             | Совокупная оценка |
| Источник                      | Оценка            |
| ----------------------------- | ----------------- |
| Metacritic                    | 86/100            |
| Оценки критиков               |                   |
| Источник                      | Оценка            |
| AllMusic                      | [ 15 ]            |
| Alternative Press             | 8/10              |
| Los Angeles Times             | [ 17 ]            |
| NME                           | 8/10              |
| Pitchfork                     | 9.0/10            |
| Q                             | [ 20 ]            |
| Rolling Stone                 | [ 21 ]            |
| The Rolling Stone Album Guide | [ 22 ]            |
| Uncut                         | [ 23 ]            |
| The Village Voice             | A                 |

White Blood Cells был выпущен на лейбле Sympathy for the Record Industry, однако данный лейбл звукозаписи не был готов справиться с шумихой, которая вскоре будет окружать запись. White Blood Cells получил всеобщее признание критиков; На Metacritic альбом получил средневзвешенную оценку 86/100. Данный альбом считается коммерческим прорывом группы, White Blood Cells достиг 61-й строчки в чарте Billboard 200, став платиновыми и продав более 1 000 000 единиц. Альбом также достиг 55-го места в Соединённом Королевстве, получив поддержку на обеих территориях благодаря синглу «Fell in Love with a Girl» и музыкальному клипу (в виде Lego-анимации). Stylus Magazine оценил его как пятнадцатый по счёту величайший альбом 2000—2005 годов, в то время как на сайте Pitchfork он занял девятое место в списке «100 лучших альбомов 2000—2004 годов» и двенадцатое место в списке «200 лучших альбомов 2000-х годов (десятилетие)». Журнал Uncut поставил его на первое место в списке 150 величайших альбомов 2000-х годов (десятилетие).
Альбом был посвящён американской исполнительнице Лоретте Линн, создав дружбу между Линн и Джеком и Мэг Уайт. В 2004 году Джек Уайт спродюсирует альбом Линн Van Lear Rose.
Басист группы Redd Kross Стивен Шейн Макдональд создал онлайн-арт-проект под названием Redd Blood Cells, в котором он добавил басовый трек к альбому, на котором нет бас-гитары. The White Stripes договорились со Стивеном о том, чтобы удалить файлы после более чем 60 000 загрузок.
Rolling Stone назвал White Blood Cells девятнадцатым лучшим альбомом десятилетия, а «Fell in Love with a Girl» — пятьдесят восьмой лучшей песней десятилетия. Журнал Q включил альбом в список 50 лучших альбомов 2001 года.

## Влияние
Альбом был включён во многие списки «best of 2001» на конец года, в том числе в список таких изданий, как Blender, Rolling Stone, Mojo, и в топ-20 Kerrang!, NME, Pitchfork, и топ-10 The Village Voice. Spin назвал White Blood Cells лучшим альбомом 2001 года. В 2003 году пластинка была выбрана номером 20 в Топ-100 альбомов по версии NME всех времён. В 2005 году Spin поместил его на 57-е место в своём списке 100 величайших альбомов 1985—2005 годов, в то время как журнал Stylus Magazine включил его на 14-е место в своём списке 50 лучших альбомов 2000—2005 годов. В 2006 году Mojo поместил его под номером 28 в своём списке 100 современных классиков, 1993—2006.
Когда 2000-е годы подошли к концу, White Blood Cells были включены в списки лучших музыкальных релизов десятилетия. The A.V. Club поставил его на первое место как лучший альбом десятилетия в списке «50 лучших альбомов 2000-х годов». Британский музыкальный журнал Uncut также оценил пластинку как лучший альбом 2000-х годов в своем списке «Лучших 150 альбомов 2000-х годов 2009 года». Billboard поместил пластинку на одиннадцатое место в своих 20 лучших альбомах 2000-х годов, в то время как Rolling Stone включил её сразу за следующим релизом The White Stripes, Elephant, на 20-м месте в «Топ-100 альбомов 2000-х годов». Журнал NME поместил альбом под номером 19 в списке 100 лучших альбомов 2000-х годов, а в свой список «200 лучших альбомов» сайт Pitchfork включили его под номером 12. Несколько других музыкальных изданий, включая Consequence of Sound, The Daily Californian, Glide и Under the Radar, включили White Blood Cells в топ-30 величайших записей 2000-х годов. Эта запись включена в книгу The Guardian «1000 альбомов, которые вы должны услышать, прежде чем умрёте», так и в книгу «1001 Albums You Must Hear Before You Die».
В 2012 году Rolling Stone включил White Blood Cells на 497-е место в свой список «500 величайших альбомов всех времён», прокомментировав: «Фантазии Джека о дельте-придорожной забегаловке, детройтском гаражным рок-разгулом и любовной лирикой, а также игрушечной барабанной дробью Мэг сразу же достигли пик».
| Издание              | Страна         | Топ                                               | Год  | Место |
| -------------------- | -------------- | ------------------------------------------------- | ---- | ----- |
| Consequence of Sound | США            | Top Albums of the 2000s                           | 2009 | 7     |
| Mojo                 | Великобритания | The 100 Greatest Albums of Our Lifetime 1993—2006 | 2006 | 28    |
| NME                  | Великобритания | The 100 Greatest Albums of the 2000s              | 2009 | 19    |
| Pitchfork            | США            | Top 200 Albums of the 2000s                       | 2009 | 12    |
| Rolling Stone        | США            | Top 100 Albums of the 2000s                       | 2002 | 19    |
| Rolling Stone        | США            | 500 Greatest Albums of All Time                   | 2012 | 497   |
| Slant Magazine       | США            | Top 250 Albums of the 2000s                       | 2010 | 68    |
| Spin                 | США            | Top 100 Albums of the Last 20 Years               | 2005 | 57    |
| Spin                 | США            | 125 Best Albums of the Past 25 Years              | 2010 | 87    |

## Список композиций
Слова и музыка всех песен — Джек Уайт.
| №                   | Название                                  | Длительность |
| ------------------- | ----------------------------------------- | ------------ |
| 1.                  | «Dead Leaves and the Dirty Ground»        | 3:04         |
| 2.                  | «Hotel Yorba»                             | 2:10         |
| 3.                  | «I'm Finding It Harder to Be a Gentleman» | 2:54         |
| 4.                  | «Fell in Love with a Girl»                | 1:50         |
| 5.                  | «Expecting»                               | 2:03         |
| 6.                  | «Little Room»                             | 0:50         |
| 7.                  | «The Union Forever»                       | 3:26         |
| 8.                  | «The Same Boy You've Always Known»        | 3:09         |
| 9.                  | «We're Going to Be Friends»               | 2:22         |
| 10.                 | «Offend in Every Way»                     | 3:06         |
| 11.                 | «I Think I Smell a Rat»                   | 2:04         |
| 12.                 | «Aluminum»                                | 2:19         |
| 13.                 | «I Can't Wait»                            | 3:38         |
| 14.                 | «Now Mary»                                | 1:47         |
| 15.                 | «I Can Learn»                             | 3:31         |
| 16.                 | «This Protector»                          | 2:12         |
| Общая длительность: | Общая длительность:                       | 40:31        |

| №   | Название                         | Автор(ы)     | Длительность |
| --- | -------------------------------- | ------------ | ------------ |
| 17. | «Jolene» (кавер на Долли Партон) | Долли Партон | 3:10         |
| 18. | «Hand Springs»                   |              | 2:58         |

## Участники записи
The White Stripes
- Джек Уайт — вокал, гитара, пианино, орган
- Мэг Уайт — бэк-вокал, бубен, барабаны

## Позиции в чартах
| Чарт (2001–02 гг.)               | Позиция в чарте |
| -------------------------------- | --------------- |
| Австралия (ARIA)                 | 36              |
| Франция (SNEP)                   | 114             |
| Ирландия (IRMA)                  | 36              |
| Норвегия (VG-lista)              | 28              |
| Швеция (Sverigetopplistan)       | 53              |
| Великобритания (UK Albums Chart) | 55              |
| США (Billboard 200)              | 61              |

| Чарт (2002 г.)   | Позиция |
| ---------------- | ------- |
| US Billboard 200 | 176     |

## Сертификации
| Регион                                                      | Сертификация | Продажи   |
| ----------------------------------------------------------- | ------------ | --------- |
| Австралия (ARIA)                                            | Золотой      | 35 000^   |
| Канада (Music Canada)                                       | Золотой      | 50 000^   |
| Нидерланды (NVPI)                                           | Золотой      | 40 000^   |
| Великобритания (BPI)                                        | Платиновый   | 300 000*  |
| США (RIAA)                                                  | Платиновый   | 1,058,000 |
| ^ Данные о тиражах приведены только на основе сертификации. |              |           |